# Pretty Dirty Secrets
Pretty Dirty Secrets – amerykański serial internetowy. Jest to ośmioodcinkowa produkcja, która nawiązuje do wydarzeń z finału 3 sezonu serialu Pretty Little Liars (Słodkie kłamstewka).

## Opis fabuły
Akcja serialu rozgrywa się w sklepiku z kostiumami. W każdym epizodzie pojawiają się wskazówki i podpowiedzi dotyczące wydarzeń z kolejnych odcinków Pretty Little Liars.

## Obsada i bohaterowie
| Bohater           | Aktor            |
| ----------------- | ---------------- |
| Shana             | Aeriel Miranda   |
| Jason DiLaurentis | Drew Van Acker   |
| Garrett Reynolds  | Yani Gellman     |
| CeCe Drake        | Vanessa Ray      |
| Lucas Gottesman   | Brendan Robinson |
| Noel Kahn         | Brant Daugherty  |

## Odcinki
| Odcinek | Tytuł            | Premiera             |
| ------- | ---------------- | -------------------- |
| 1       | "A reservAtion"  | 28 sierpnia 2012     |
| 2       | "A Reunion"      | 4 września 2012      |
| 3       | "A VoicemAil"    | 11 września 2012     |
| 4       | "I'm a Free MAn" | 18 września 2012     |
| 5       | "TrAde off"      | 25 września 2012     |
| 6       | "AssociAtion"    | 2 października 2012  |
| 7       | "CAll Security"  | 9 października 2012  |
| 8       | "The 'A' Train"  | 16 października 2012 |